# Metodistkirkens spejdere i Danmark
Metodistkirkens spejdere (MS) er et mere end 80 år gammelt spejderkorps med kristen baggrund som fungerer under Metodistkirkens Børne- og UngdomsForbund. MS er et lille spejderkorps med ca. 400 medlemmer, og med aktiviteter fordelt over 7 byer i Danmark.. Den enkelte spejdergruppe hører hjemme i en metodistmenighed, hvor den benytter spejderlokaler i kirken og fungerer som en arbejdsgren i menigheden.

## Historie
De første MS grupper i Danmark blev oprettet i Århus og København. I Århus 8 Marts 1922 : Niels Bolds Drenge. Der blev oprettet grupper for både drenge og piger ( næsten ) fra begyndelsen. I 1938 lave aftale med KFUM-Spejderne i Danmark om at MS måtte benytte KFUM-Spejdernes uddannelsessystem og arbejdsprogram m.m. I 1947 indgik de en associeringsaftale med KFUM-Spejderne i Danmark..

## Enheder
Man kan blive medlem af korpset fra 6-års alderen, hvor man bliver enten Ulv eller Smutte. Når man bliver 10 til 12-årige rykker man videre til spejderpatrulje. Endeligt kan man som 16-årig rykke videre til Seniorspejder eller Rover.

## Uniform og Arbejdsstof
Metodistkirkens Spejdere benytter KFUM-Spejdernes uniform (dog med eget korpslogo). Derudover arbejdes der lokalt efter KFUM-Spejdernes arbejdsprogram Paletten.

## Associeringsaftale og Verdensspejderbevægelsen
Metodistspejderne i Danmark har en associationsaftale med KFUM-Spejderne og De grønne pigespejdere og er derigennem organiseret i verdensspejderorganisationerne WOSM og WAGGGS.